# 卡迪雷特斯峰
41°45′26.23″N 2°55′41.80″E / 41.7572861°N 2.9282778°E
卡迪雷特斯峰，是西班牙的山峰，位於該國東北部加泰羅尼亞，處於利亞戈斯特拉和托薩德馬爾之間，屬於阿爾德尼亞山脈的一部分，海拔高度518米。